# Jaciara (ort)
Jaciara är en ort i Brasilien.   Den ligger i kommunen Jaciara och delstaten Mato Grosso, i den centrala delen av landet, 800 km väster om huvudstaden Brasília. Jaciara ligger 362 meter över havet och antalet invånare är 22 737.
Terrängen runt Jaciara är platt österut, men västerut är den kuperad. Det finns inga andra samhällen i närheten. 
Omgivningarna runt Jaciara är huvudsakligen savann. Runt Jaciara är det glesbefolkat, med 20 invånare per kvadratkilometer.